# Denis Gauthier
Denis Gauthier, född 1 oktober 1976 i Montréal, Québec, är en kanadensisk före detta professionell ishockeyspelare.
Han är släkt med ishockeyforwarden Julien Gauthier, som spelar inom organisationen för Carolina Hurricanes i NHL.